# Стрийська ратуша
Стрийська ратуша — будинок міського магістрату в місті Стрию (Львівська область). Споруда не збереглася.

## Історія
За зразком інших міст магдебурзького права на ринковій площі Стрия, окрім яток і будинків, містилася ратуша — споруда, в якій розміщувались органи міського самоуправління, творячи магістрат. Стрийська ратуша згадана у королівському локаційному привілеї від 21 жовтня 1431 року для Тарла Закліки зі Щекаревиць, зокрема згадується пивниця під ратушею. Про перші ратуші через часті пожежі не збереглося жодних відомостей. Одну з будівель ратуші можна помітити на карті Фрідріха фон Міга.
У 1777 році на гроші із виготовлення і продажу алкогольних напоїв міщани на чолі з бургомістром Адальбертом Фалецьким та старостою Казимиром Понятовським збудував нову ратушу. Відомо, що поряд з ратушею була крамниця стрийської церкви Різдва Богородиці, поки не згоріла разом з нею.
Про дерев'яну ратушу посеред ринку ще на початку XIX століття спираючись на спогади старожилів написав Василь Залозецький, зазначаючи, що кам'яна плита стоїть досі.
Австрійським урядникам певний час засідали в будинок на території римо-католицького пробоща, що збудований з поганої цегли. Ця будівля завалилась у 1857 році і в місті не стало жодної відповідної будівлі для розміщення представників влади. Магістрат виділив землю під нове будівництво, при чому власне приміщення вже мав і магістрат. В певний час постало питання відбудови ратуші. З такою ініціативою виступив бургомістр Александр Стояловський. До складу журі увійшли стрийські будівничі Зигмунд Махневич і Адам Опольський.
|                                                                        | Конкурс на проект нової ратуші в Стрию. Конкурсна комісія у складі панів: бургомістра Александра Стояловського, заступника Станіслава Матковського, адвоката і посла до сейму Філіпа Фрухтмана, професорів Політехніки: Бізанца, Левинського, Тальовського, разом з інспектором колій Коморою, старшим інженером Зигмунтом Махневичем і міським будівничим Адамом Опольським на пленарному засіданні у середу 21 березня з 31 надісланої роботи визначив 1 нагороду у сумі 1200 корон проекту «Senatu populoque» за найкраще вирішення «rzutow I za fasadu w alternatywi»; 2 нагороду 800 корон проектові під назвою «Lubranka»; 3 нагороду у сумі 500 корон проектові «BBBBBB». Похвальні листи отримали чотири роботи під назвами: «Kwadrat», «Pisanka», «260000 koron», «D.T.K.» Після відкриття конвертів нагороджених праць виявилося, що авторами «Senatu populoque» є слухачі Політехніки у Львові Бауер, Гжимальський, і М. Осінський; «Lubranka» Роман Бандурський з Кракова; проекту «BBBBBB» Юзеф Пятковський зі Львова.Виставка всіх надісланих праць буде доступна від 26 березня до 8 квітня з прибутком для місцевої філії Товариства народних шкіл. |
| — -, Slowo Polske 1906 27 marca № 132;Gazeta Lwowska 1906 28 marca №71 | |

У жовтні 2016 року Стрийська міська рада оголосила про наміри по реконструкції Майдану Ринок у місті Стрию, які передбачали вивчення можливості відновлення міської ратуші. У грудні 2016 року була створена електронна петиція «Відбудова Ратуші в Стрию».